# Els Colls (Pinell de Solsonès)
|  | Aquest article tracta sobre l'accident orogràfic de Pinell de Solsonès. Vegeu-ne altres significats a «Els Colls (desambiguació)». |

Els Colls, més que una collada en sentit estricte, és una cruïlla de camins del municipi de Pinell de Solsonès, a la comarca del Solsonès.
Està situada a 700,2 m. a poc menys d'un km. a ponent del serrat de Terradet. Hi passa la carretera C-149a de Solsona a Sanaüja i en aquest punt en surt el camí pavimentat que va cap a Madrona (en direcció nord-oest) i el camí que va cal a la Codina.